# 博蒙 (维埃纳省)
博蒙（法語：Beaumont，法語發音：[bomɔ̃]）是法国新阿基坦大区维埃纳省的一个旧市镇，位于该省中北部，属于沙泰勒罗区。2017年1月1日，博蒙和相邻的圣西尔合并为新市镇博蒙-圣西尔（Beaumont-Saint-Cyr），博蒙为政府驻地。

## 地理
博蒙（46°44'16"N, 0°25'43"E）面积21.44 平方千米，位于法国新阿基坦大区维埃纳省，该省份为法国中西部省份，北起曼恩-卢瓦尔省和安德尔-卢瓦尔省，西接德塞夫勒省，南至夏朗德省，东南接上维埃纳省，东临安德尔省。
与博蒙接壤的市镇（或旧市镇、城区）包括：科隆比耶、迪赛、马里尼-布里宰、楠特雷、圣西尔、维埃纳河畔武讷伊。
博蒙的时区为UTC+01:00、UTC+02:00（夏令时）。

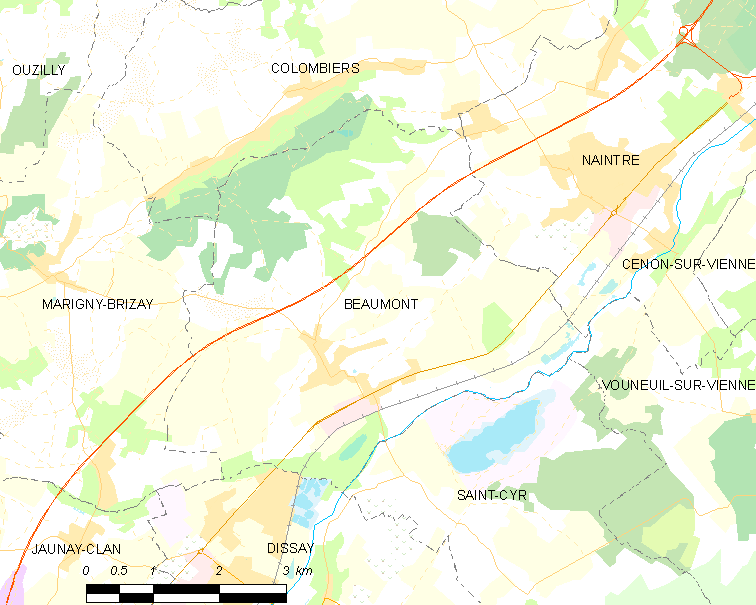
博蒙的OSM定位图

## 行政
博蒙的邮政编码为86490，INSEE市镇编码为86019。

## 政治
博蒙所属的省级选区为若奈-马里尼县。

## 人口

1962-2008年间博蒙人口变化图示

博蒙于2018年1月1日时的人口数量为1860人。